# Napoli e Franco e i "G.5"
Napoli e Franco e i "G.5" è un EP di Franco e i "G.5", pubblicato su vinile a 45 giri nel 1957 dalla casa discografica Columbia.

## Descrizione
L'EP contiene tre cover di brani napoletani, Cha cha cha napoletano, lanciata da Grazia Gresi, Io e Cicciu (cha cha cha), incisa da Nicla Di Bruno con il titolo Io e Ciccio cha cha cha e Lazzarella, successo di Domenico Modugno, e una canzone originale, 'O rilorgio.

## Tracce
LATO A
1. Cha cha cha napoletano (testo: Ettore De Mura – musica: Mario De Angelis)
2. Io e Cicciu (cha cha cha) (testo: Marcello Gigante – musica: Domenico Aracri e [Marcello Gigante)

LATO B
1. Lazzarella (testo: Riccardo Pazzaglia – musica: Domenico Modugno; edizioni musicali Curci)
2. 'O rilorgio (testo: Peppino Mendes, – musica: Sandro Taccani)